# Juniperus pinchotii
Juniperus pinchotii là một loài thực vật hạt trần trong họ Cupressaceae. Loài này được Sudw. mô tả khoa học đầu tiên năm 1905.